# Syrphocheilosia
Syrphocheilosia is een vliegengeslacht uit de familie van de zweefvliegen (Syrphidae).

## Soorten
- S. claviventris (Strobl, 1909)